# Bundesautobahn 16
De Bundesautobahn 16  (afkorting: BAB 16), of kortweg Autobahn 16 (afkorting: A16), was een geplande autosnelweg in de deelstaten Brandenburg en Saksen.
De A16 zou Leipzig met de landsgrens van Polen verbinden. De weg zou dienen als alternatief voor de B87 van Leipzig over Torgau en Lübben (Spreewald) naar Frankfurt en de A12. Later werd een alternatief plan voor de snelweg bediscussieerd dat via Elsterwerda en Cottbus naar Frankfurt leidde. Vervolgens werd er ook bediscussieerd of het mogelijk was om de A18 ter hoogte van Żary verder te trekken. Ten oostzuidoosten van Leipzig zou men de ondertussen bestaande A38 verlengen die momenteel aan Dreieck Parthenaue aan de A14 eindigt. Men was van plan om een Kreuz Ruhland aan te leggen, zodat de snelweg met de A13 zou kruisen. Er was ook een knooppunt gepland in Weißwasser met de A18.
In het Bundesverkehrswegeplan uit 2003 is het 50 kilometer lange deel tussen Dreieck Parthenaue en Torgau in de categorie Weiteren Bedarf (Verdere noden) ingedeeld. In Vordringlichen Bedarf (Dringende noden) werd ook de vierbaanse uitbouw van de B87 van Leipzig naar Torgau, net als de tweebaans voortzetting naar Frankfurt gecategoriseerd. Wat ook dringend is, is de geleidelijke uitbouw van Bundesstraßen 183 en 169 van Torgau naar Ruhland. Tot juli 2011 was er een B160 gepland die naar de A13 in Ruhland zou lopen.